# Saint-Paul-Lizonne
Saint-Paul-Lizonne település Franciaországban, Dordogne megyében. Lakosainak száma 277 fő (2022. január 1.). Saint-Paul-Lizonne Saint-Séverin, Bouteilles-Saint-Sébastien, Lusignac és Allemans községekkel határos.

## Népesség
A település népessége az elmúlt években az alábbi módon változott:
| Lakosok száma | 411  | 361  | 347  | 320  | 267  | 266  | 273  | 277  | 277  | 277  |
|               | 1968 | 1982 | 1990 | 2006 | 2013 | 2015 | 2017 | 2019 | 2020 | 2022 |